# Сделаем!
Сделаем! (англ. Let's do it!) — международное гражданское движение под общей позитивной целью.
3 мая 2008 года под руководством Райнера Нылвака вся территория Эстонии была очищена от мест с несанкционированным мусором. В акции приняло участие 50 тысяч добровольцев, которые собрали более 10 тысяч тонн мусора.
Эта крупная акция экологической логистики была осуществлена по специальному проекту, разработанному группой специалистов под руководством Райнера Нылвака.

## Сделаем! Моя Эстония
В 2008 году около 50 000 добровольцев очищали леса, природоохранные зоны, посёлки и города Эстонии от мусора.
В 2009 году проект развернули в интеллектуальное русло, организовав всеэстонский мозговой штурм на тему экологической обстановки страны. В нём приняло участие более 11 000 человек.

## Аналогичные проекты в других странах
После успеха «Сделаем!» множество людей во всем мире вдохновились идеей и решили провести подобные масштабные акции по уборке мусора в своих регионах.
- 24 апреля 2009 года — Латвия.[7] В акции приняло участие более 60 000 человек. Сайт проекта
- 24 апреля 2009 года — Литва.[7] В акции приняло участие более 110 000 человек. Сайт проекта
- 20 марта 2010 года — Португалия.[8]
- 17 апреля 2010 года — Словения.[7] В акции приняло участие более 246 000 человек. Сайт проекта
- 24 апреля 2012 года — к акции присоединился Тунис. Всего же, во Всемирной уборке, в течение полугода примет участие более восьмидесяти стран[9].
- 15 сентября 2012 года — Россия[10].